# IC 4449
IC 4449 је спирална галаксија у сазвјежђу Волар која се налази на листи објеката дубоког неба у Индекс каталогу.
Деклинација објекта је + 15° 14' 26" а ректасцензија 14h 31m 21,6s. Привидна величина (магнитуда) објекта IC 4449 износи 15,7 а фотографска магнитуда 16,5.